# 안젤루 가브리에우
안젤루 가브리에우 보르지스 다마네쿠(포르투갈어: Ângelo Gabriel Borges Damaceno, 2004년 12월 21일 ~ )는 브라질의 축구 선수이며, 사우디 프로페셔널리그의 알나스르에서 윙어로 뛰고 있다.